# Dekompozicija
Dekompozicija je proces putem koga se organske supstance razlažu u jednostavnije materijale. Proces je deo ciklusa hranjivih materija i esencijalan je za recikliranje materije koja obuhvata fizički prostor u biosferi. Tela živih organizama počinju da se razlažu ubrzo nakon smrti. Životinje, kao što su crvi, isto tako pomažu u dekompoziciji organskih materijala. Organizmi koji učestvuje u tome su poznati kao dekompozeri. Mada se svaki organizam razlaže na osobit način, svi oni prolaze kroz istu sekvencu stupnjeva dekompozicije. Nauka koja izučava dekompoziciju se generalno naziva tafonomijom od grčke reči taphos, sa značenjem grob.
Razlikuje se abiotička od biotičke dekompozicije (biodegradacije). Abiotički raspad je degradacija supstance putem hemijskih ili fizičkih procesa, npr., hidroliza. Biotička dekompozicja je metaboličko razlaganje materijala u jednostavnije komponente pomoću živih organizama, tipično mikroorganizama.

## Spoljašnje veze
- Медији везани за чланак Dekompozicija на Викимедијиној остави
- 1Lecture.com – Food decomposition (a Flash animation)